# 钝齿尖叶桂樱
钝齿尖叶桂樱（学名：Laurocerasus undulata f. microbotrys）为蔷薇科桂樱属尖叶桂樱下的一个变型。分布于中国大陆的广西、四川、贵州、广东、云南、湖南等地，生长于海拔400米至1,500米的地区，多生在山坡溪边混交林下及山谷密林内，目前尚未由人工引种栽培。 